# تأثیر دنیاگیری کووید–۱۹ بر خشونت خانگی

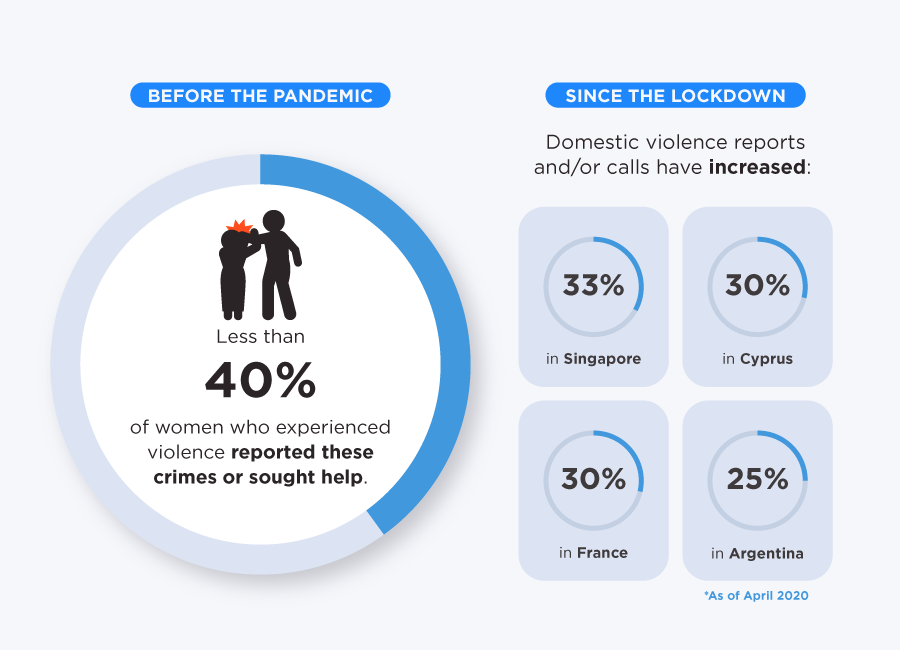
خشونت خانگی پیش از دنیاگیری و پس از اعلام محدودیت‌ها

در زمان دنیاگیری کروناویروس بسیاری از کشورها از افزایش خشونت خانگی و خشونت شریک زندگی خبر داده‌اند. دبیرکل کل سازمان ملل متحد، آنتونیو گوترش، با اشاره به «افزایش جهانی وحشتناک»، خواستار «آتش‌بس» برای خشونت خانگی شد.
خشونت خانگی و استثمار جنسی که در حال حاضر در سراسر جهان وجود دارد، هنگامی که خانواده‌ها تحت فشارهای مضاعف، ناشی از نگرانی‌های امنیتی، بهداشتی و مالی و شرایط زندگی سخت و محدود شده قرار گرفتند، افزایش چشمگیری داشت. پیش از این دنیاگیری، تخمین زده می‌شد که یک از سه زن در طول زندگی خود خشونت خانگی را تجربه می‌کند، این نقض حقوق بشر با هزینه اقتصادی
۱٫۵ تریلیون دلار همراه است. بسیاری از این زنان از زمان این دنیاگیری در کنار افراد متخلف خود در خانه به دام افتاده‌اند و در معرض خطر سایر انواع خشونت‌ها قرار گرفته‌اند و سامانه‌های خدمات بهداشتی که خود به شدت تحت فشارند و خدمات قضایی معلق‌شده قادر به عکس‌العمل نشان دادن نیستند. زنان به ویژه کارگران اساسی یا غیررسمی، مانند پزشکان، پرستاران و فروشندگان خیابانی، در هنگام حرکت در فضاهای عمومی متروک شهری یا روستایی و خدمات حمل و نقل تحت فشار، در معرض خطر خشونت بیشتری قرار دارند.
تعداد بیشتری از مراکز تلفنی و پناهگاه‌های مربوط به خشونت خانگی در سراسر جهان از افزایش درخواست‌های کمک خبر می‌دهند. در تعدادی از کشورها، از زمان اتخاذ اقدامات فاصله‌گذاری اجتماعی، تعداد گزارش‌های مربوط به خشونت خانگی و تماس‌های اضطراری از ۲۵ درصد به بالا افزایش یافته‌است. چنین اعدادی احتمالاً فقط انعکاس‌دهندهٔ بدترین موارد هستند. در آرژانتین، کانادا، فرانسه، آلمان، اسپانیا، انگلستان و ایالات متحده، مقامات دولتی، فعالان حقوق زنان و شرکای جامعهٔ مدنی گزارش‌های فزایندهٔ خشونت خانگی در هنگام بحران را برجسته کرده‌اند و تقاضای پناهگاه‌های اضطراری را مطرح کرده‌اند. پارلمان اروپا با انتشار بیانیه‌ای مطبوعاتی با عنوان «ما زنان اروپا را تنها نخواهیم گذاشت» از کشورهای عضو خواسته‌است که در طول دنیاگیری، حمایت از قربانیان خشونت خانگی را افزایش دهند.

## زمینه
بیماری دنیاگیر، ناامنی مالی، استرس و عدم اطمینان از آینده منجر به افزایش پرخاشگری در خانه شده‌است، که قبلاً با بحران مالی جهانی در سال ۲۰۰۹ و بلایای طبیعی مانند زمین‌لرزه ۲۰۱۱ نیوزیلند دیده شده‌بود، به طوری که سواستفاده‌گران می‌توانند میزان زیادی از زندگی روزانه قربانیان خود را کنترل کنند. هر وقت خانواده‌ها زمان بیشتری را در کنار هم می‌گذرانند، مانند تعطیلات کریسمس، خشونت خانگی افزایش می‌یابد. همانگونه که مارلن شیاپا معاون امور برابری فرانسه گفت:، «محدودیت زمینهٔ پرورش خشونت خانگی است.»

## تأثیر در توانایی دسترسی به کمک
قبل از بیماری دنیا گیر، کمتر از ۴۰ درصد از زنانی که خشونت را تجربه کرده بودند به دنبال هر نوع کمکی می‌رفتند. اکنون، محدودیت‌های قرنطینه و رفت‌وآمد بیشتر به محدود شدن زنانی که همراه با سواستفاده‌گرایانشان محبوس شده‌اند و می‌خواهند از خانواده، دوستان و شبک‌های پشتیبانی کمک بگیرند، کمک کرده‌است. تعطیلی مشاغل غیر ضروری بدان معنی است که کار دیگر موجب آرامش بسیاری از بازماندگان نیست و افزایش ناامنی اقتصادی، ترک محیط خشونت‌آمیز برای آنها را دشوارتر می‌کند. کسانی هم که توانسته‌اند درخواست کمک کنند؛ خدمات بهداشتی، اجتماعی، قضایی و پلیس به سختی پاسخگویشان بوده‌اند زیرا منابع آنها به مبارزه با بیماری دنیا گیر متمرکز شده‌است.